# William Bentsen
William Bentsen (Chicago, 18 de fevereiro de 1930 — 25 de dezembro de 2020) foi um velejador estadunidense, campeão olímpico. Ele competiu nos Jogos Olímpicos de Verão de 1972 na classe Soling e conquistou a medalha de ouro, ao lado de Buddy Melges e William Allen. Oito anos atrás, nos Jogos Olímpicos de Verão de 1964, conseguiu o bronze na classe Flying Dutchman com Melges. Bentsen foi incluído no National Sailing Hall of Fame em 2017.
Bentsen estudou na London School of Economics, na Universidade Yale e na Universidade de Chicago, entre outras, e obteve um doutorado em Economia. Ele foi membro do corpo docente do Beloit College por dez anos, onde lecionou como professor, antes de assumir a direção em tempo integral da One Design Sailing na US Yacht Racing Union. Como tal, desempenhou um papel fundamental no desenvolvimento dos regulamentos das regatas de vela que ainda hoje são válidos, especialmente nas décadas de 1970 e 1980.